# ارنان برناردلو
ارنان برناردلو (اسپانیایی: Hernán Bernardello‎؛ زادهٔ ۳ اوت ۱۹۸۶) بازیکن فوتبال اهل آرژانتین است. از باشگاه‌هایی که در آن بازی کرده‌است می‌توان به نیولز اولد بویز و باشگاه فوتبال آلمریا اشاره کرد. وی همچنین در تیم ملی فوتبال آرژانتین بازی کرده‌است.